# Atropa belladonna
La belladona (Atropa belladonna) es una especie de arbusto perenne, de la familia Solanaceae. Es nativa de Europa, África del Norte, y Asia Occidental, y se puede encontrar naturalizada en partes de Norteamérica. Tiene una tolerancia baja a la exposición directa al sol. Se encuentra en áreas normalmente sombreadas y con un suelo rico en limo.

## Descripción
Planta perenne herbácea, de la familia de las Solanáceas. Con frecuencia es un subarbusto, a partir de un rizoma carnoso. Las plantas crecen hasta 1,5 metros (4,9 pies) de altura con hojas largas ovaladas de unos dieciocho centímetros. Tallos muy ramificados y leñosos en su base. Sus flores son llamativas por su forma acampanada, aunque no suelen ser de color vistoso. Las flores en forma de campana son de color púrpura con reflejos verdes a verdosos y olor débil. Los frutos son bayas de color verde a un color negro brillante al madurar totalmente, y aproximadamente 1 centímetro de diámetro. Las bayas son dulces, contienen atropina y son consumidas por las aves, que dispersan las semillas en sus excrementos, a pesar de que las semillas contienen alcaloides tóxicos. Hay una forma pálida de flor amarilla llamada Atropa belladona var. lutea, con frutos de color amarillo pálido.
Atropa belladona se utiliza muy poco en los jardines, pero cuando se planta, es por lo general por sus grandes frutos vistosos. Se ha naturalizado en algunas partes de América del Norte, donde se encuentra a menudo en lugares sombreados y húmedos de suelo calizo. Se considera una especie de maleza en algunas partes del mundo, donde coloniza zonas con suelos alterados eutrofizados, colinas boscosas o yacimientos carboníferos. La germinación de las semillas es a menudo difícil, debido a la cubierta dura de las semillas que causa latencia. La germinación tarda varias semanas bajo condiciones de temperatura alterna, pero se puede acelerar con el uso de ácido giberélico. Las semillas han evolucionado para pasar sin obstruirse por el sistema digestivo de las aves.

### Historia

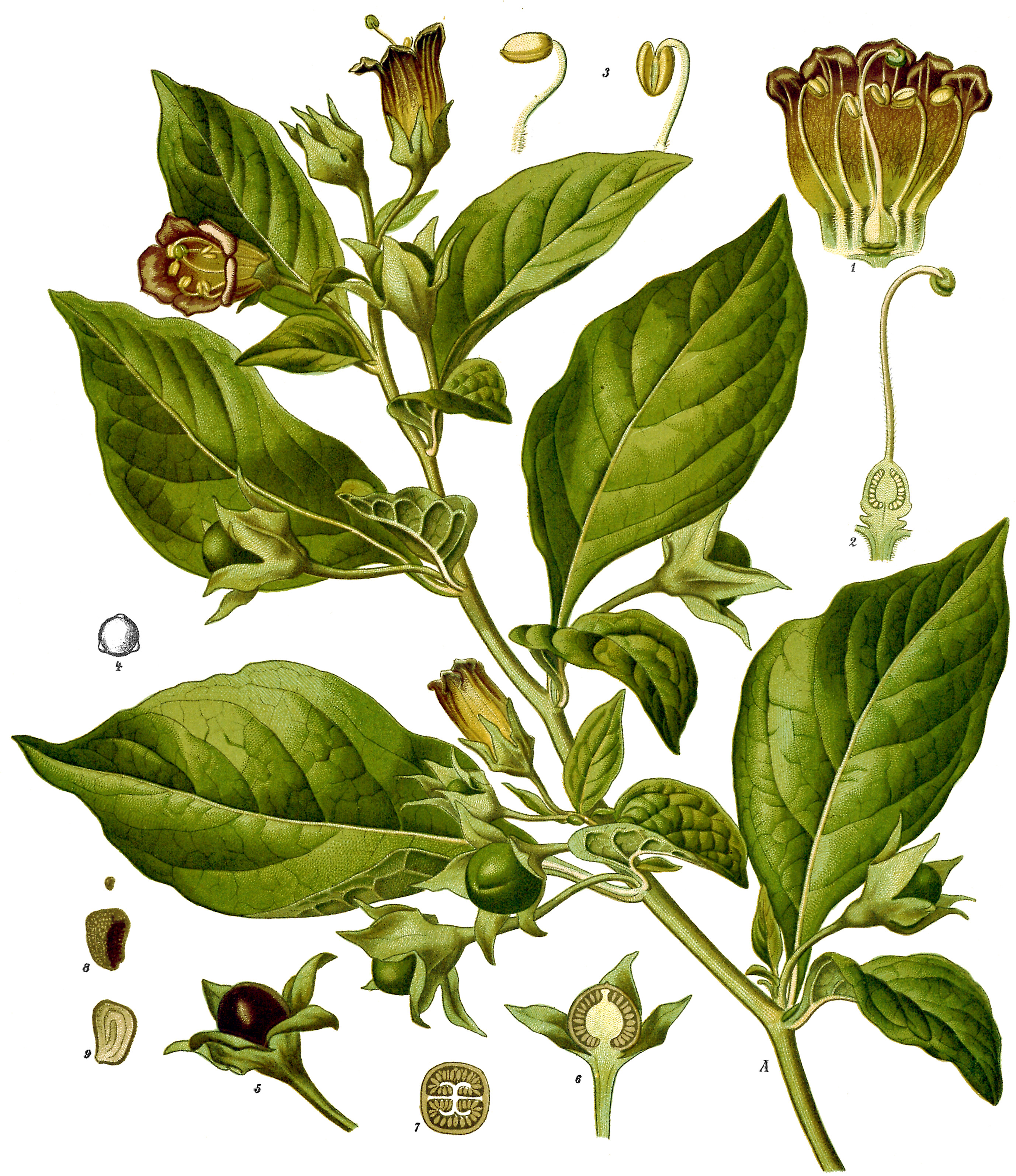
Atropa belladonna.

Al igual que las daturas o la mandrágora, esta planta pertenece a la clásica farmacopea de las "hierbas de las brujas". Para muchas tradiciones europeas, la belladona ha sido —y sigue siendo— objeto de creencias, leyendas y fábulas diversas. Fue utilizada en el antiguo Egipto como narcótico; en las orgías dionisíacas griegas como afrodisíaco, en las ofrendas romanas a Atenea, diosa de la guerra, para provocar el fulgor en la mirada de los soldados, en Siria para "alejar los pensamientos tristes", y en tierras celtas y centroeuropeas para honrar a Bellona, diosa de la guerra. En la Edad Media su uso y difusión pasa a ser secreto y se relaciona con Paracelso y otros autores vinculados a la alquimia, así como con las mujeres de conocimiento conocidas como "brujas".
Se cree que su nombre deriva del uso doméstico que hacían de ella las damas romanas (donnas bellas), haciendo infusión con sus hojas para blanquear el cutis y aplicando el jugo de su fruto en los ojos para provocar dilatación de las pupilas (midriasis).

### Características
La planta crece en lugares sombreados; normalmente alcanza una altura de 1,5 metros, posee flores de color morado y un mal olor característico.

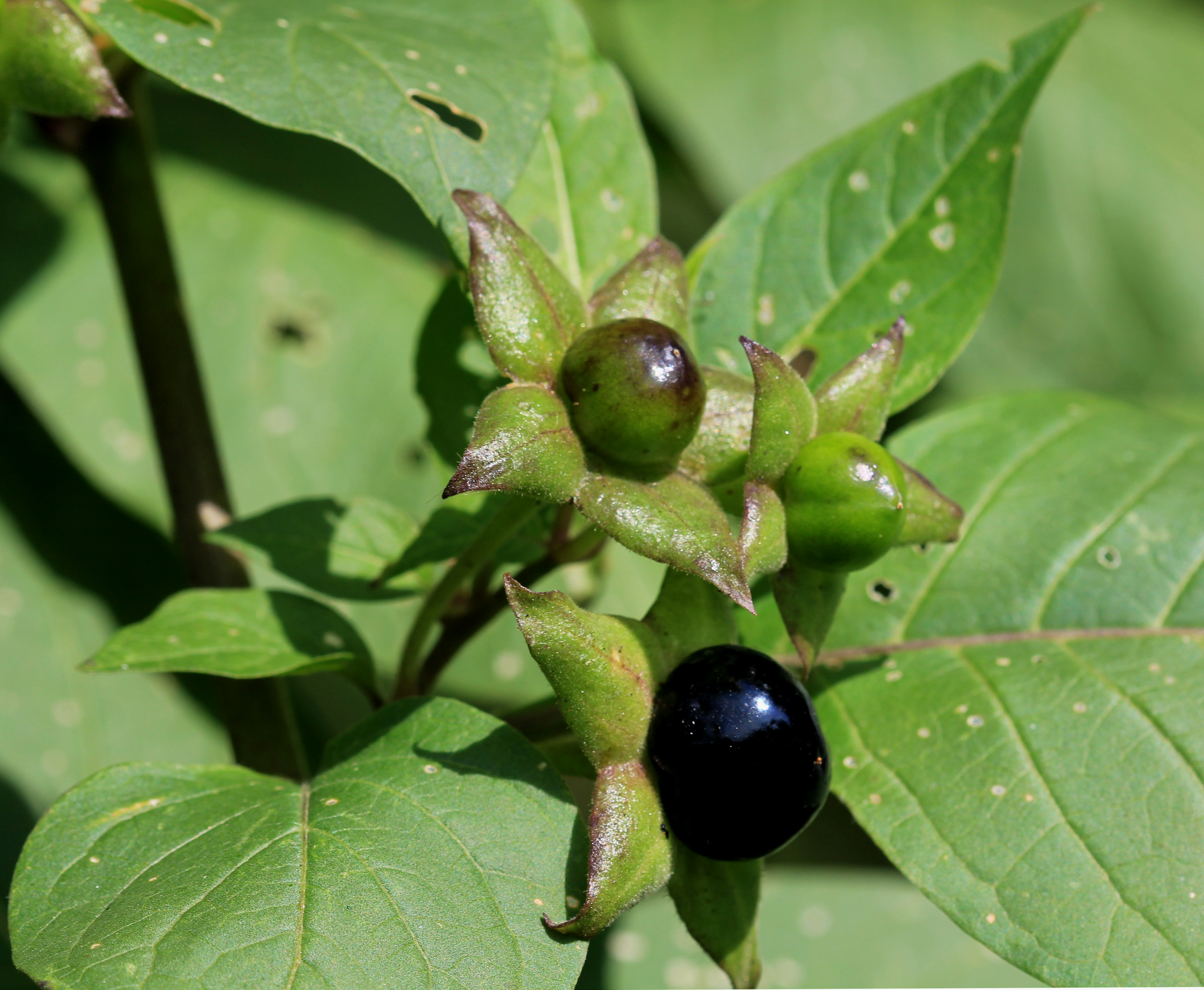
Frutos de la belladona.

Sus alcaloides (hiosciamina, atropina, escopolamina), derivados del tropano, la convierten en una planta venenosa, capaz de provocar estados de coma o muerte si es mal administrada. En dosis tóxicas provoca cuadros de delirio y alucinaciones. A pesar de ello, la planta se utiliza medicinalmente en oftalmología como midriático y tiene aplicaciones como antiespasmódico, antiasmático, anticolinérgico, etc. Correctamente utilizada en neumología se usa para problemas de espasmos bronquiales aunque puede acarrear escasez de secreciones. Los extractos de belladona se han empleado clásicamente en el tratamiento de la enfermedad de Parkinson y los síndromes parkinsonianos con relativo éxito, cuidando de prevenir efectos colaterales y adversos. La belladona también se emplea en gastroenterología en dosis bajas como neuroregulador intestinal en casos de síndrome del intestino irritable, colitis ulcerosa, etc.
En dosis moderadas puede servir como un buen analgésico o una planta anestesiante, es buena para los perros.

## Taxonomía
Atropa belladonna fue descrita por Linneo y publicado en Species Plantarum 1: 181, en el año 1753.
Etimología
Atropa deriva de Átropos, una de las tres Moiras de la Mitología Griega y belladonna proviene del italiano, con el significado de "mujer hermosa". Ambos nombres hacen alusión tanto a su efecto venenoso como a su uso para dilatar las pupilas de los ojos, consiguiendo así una mirada más hermosa.
Citología
Número de cromosomas de Atropa bella-donna (Fam. Solanaceae) y táxones infraespecíficos: n=25.
Nombre común
- Castellano: beladona, belladama, belladona, belladonna, solano furioso, solano mayor.[4]

Sinonimia
| - Atropa borealis Kreyer ex Pascher - Atropa cordata Pascher - Atropa digitaloides Pascher - Atropa lethalis Salisb. - Atropa lutescens Jacquem. ex C.B.Clarke | - Atropa mediterranea Kreyer ex Pascher - Belladonna baccifera Lam. - Belladonna trichotoma Scop. - Boberella belladonna (L.) E.H.L.Krause |

## Nombres comunes
- Belladona medicinal, solano furioso.[6]

## Usos
Las bayas de la belladona (A. belladona) se han utilizado en los tratamientos tradicionales durante siglos para tratar una variedad de síntomas incluyendo dolor de cabeza, síntomas menstruales, úlcera péptica, la reacción histamínicos, la inflamación y la enfermedad de movimiento. Al menos hasta el siglo XIX, las revistas de medicina ecléctica explicaban cómo preparar una tintura de belladona para su administración directa a los pacientes.

## Principios activos
Contiene en las partes aéreas: alcaloides tropánicos (0,03-0,06 %): l-hiosciamina (predominante en la planta fresca), atropina (en la planta seca), norhiosciamina, noratropina. Ésteres del escopanol: escopolamina o hioscina, atroscina. Hidroxicumarina: escopoletol.
Contiene en la raíz y rizomas: cumarinas: escopoletol, umbeliferona, hiosciamina, atropina, cuscohigrina, bellaradina.
En otras fuentes: hiosciamina, atropina, hiescina, escopolamina, piridina, ácido crisatrófico, taninos y almidón.

## Cultivo
Se puede reproducir mediante la siembra de las semillas o bien esquejes, aunque es más recomendable el uso de semillas.
Las semillas deberán ser puestas en agua caliente unas horas antes de sembrar. Tardan en germinar y requieren alta humedad y calor; aun manteniendo todas las condiciones necesarias, la tasa de germinación no es alta.
Las plantas agradecerán un sustrato abonado con estiércol y un ambiente húmedo y sombreado. Los nitratos y las sales amoniacales son los mejores abonos para doblar la cantidad de alcaloides.

## Intoxicación porAtropa belladonna
Es una de las plantas más tóxicas que se encuentran en el hemisferio norte. Todas las partes de la planta contienen alcaloides tropánicos. Las bayas representan el mayor peligro para los niños, ya que son atractivas y tienen un sabor algo dulce. El consumo de cuatro a ocho bayas por un adulto humano es probablemente letal. La raíz de la planta es generalmente la parte más tóxica, aunque esto puede variar de una muestra a otra. Tanto la Atropa belladona (frutos, raíces y hojas), el estramonio (semillas, hojas, raíces) y la Brugmansia (i.e. las “daturas” arborescentes ornamentales), se consideran plantas tóxicas. Los principios activos de la belladona, la atropina, escopolamina y la hiosciamina tienen propiedades anticolinérgicas.
La belladona atrae a los niños por sus frutos, mientras que la intoxicación en adultos es poco frecuente, sólo se han descrito casos de intoxicación accidental e intentos de autolesión.

### Sintomatología
La ingestión de estas plantas provoca los mismos síntomas que la sobredosificación medicamentosa, caracterizados por enrojecimiento de la cara, sequedad de boca y mucosas, sed intensa y debilidad muscular. Se produce un aumento importante de la frecuencia cardiaca (120/150 latidos/minuto). Su inicio de acción comienza en 10-15 minutos, provocando en primer lugar midriasis y una hora más tarde cicloplejia que durarán hasta 10 y 6 días respectivamente, los reflejos pupilares normales a la luz y a la acomodación-convergencia están abolidos e hipertermia. Las alucinaciones y delirios se acompañan de agitación, descoordinación motora, a veces convulsión; se puede producir somnolencia o coma.
La recuperación es larga (1-3 días). El estado mental del intoxicado puede inducir trastornos que pongan en peligro su vida. El intoxicado debe someterse a observación y ser tratado ocasionalmente (carbón activo, sedantes, etc.). La utilización de fisostigmina (inhibidor de la acetilcolinesterasa) se justifica en algunos casos especiales.

### Toxicocinética
Su absorción es por vía digestiva. Presenta efectos a los 10-90 minutos con una duración de 24-48 horas. Se metaboliza por vía hepática y su eliminación es principalmente renal. Toxicocinética (según la tabla de concentraciones de xenobióticos en fluidos biológicos humanos como referencia para el diagnóstico toxicológico.
Concentración (mg/L= µ/mL=ppm)
| sustancia | Concentración habitual/ terapéutica en suero /plasma | Concentración tóxica en suero-plasma | Concentración letal/post mortem en sangre | Concentración letal /post mortem en suero-plasma | Concentración letal /post mortem en orina |
| --------- | ---------------------------------------------------- | ------------------------------------ | ----------------------------------------- | ------------------------------------------------ | ----------------------------------------- |
| atropina  | 0,002-0,3                                            | 0,1                                  | 0,2                                       | 0,2                                              | 1,5                                       |

Los agentes antimuscarínicos tienen poca acción sobre los receptores nicotínicos del ganglio autónomo y de la placa neuromuscular. Se requieren dosis más grandes que las terapéuticas de atropina, para producir algún bloqueo de estos receptores nicotínicos. Efectos un poco más evidentes sobre estos receptores se obtienen con análogos cuaternarios de la atropina. A efectos prácticos, debe considerarse que los receptores nicotínicos no son afectados en dosis terapéuticas de los agentes antimuscarínicos.
En el sistema nervioso central, la acetilcolina cumple como neurotransmisor funciones importantes. Se estima que los receptores colinérgicos de la médula espinal son preferentemente de tipo nicotínico y los del cerebro en zonas subcorticales y corticales, de tipo nicotínico y muscarínicos.
Los alcaloides de la Atropa belladona bloquearán los receptores colinérgicos mediante antagonismo competitivo reversible, dando lugar a síntomas como midriasis, piel seca, taquicardia, y todos los síntomas anticolinérgicos referidos más arriba.

### Diagnóstico diferencial
- Hiperexcitación del SNC → síntomas anticolinérgicos aumentados
- Vasodilatación cutánea de las áreas del rubor → Rubor atropínico
- Retención urinaria → Globo vesical
- Parálisis de las glándulas sudoríparas → Hipertermia que no responde a antipiréticos

### Tratamiento
La atropina (agente antimuscarínico), es un antagonista competitivo de los receptores de la acetilcolina, por lo que dicho antagonismo puede vencerse aumentando suficientemente la concentración de acetilcolina. El antídoto específico, la fisostigmina, produce una inhibición reversible de la acetilcolinesterasa haciendo que la acetilcolina se acumule en los receptores.   Este anticolinesterásico penetra la barrera hematoencefálica  (BHE) siendo por tanto útil para revertir los síntomas anticolinérgicos sobre el SNC y periférico. Se administra en inyección intravenosa lenta de 1 a 4 mg (0,5 mg en niños), que debe repetirse en 1-2 horas, ya que su semivida es corta. En casos de agitación intensa se utiliza el diazepam.
El resultado, por lo general, es bueno y puede utilizarse como prueba diagnóstica en el caso de sospecha por intoxicación anticolinérgica. Puede repetirse la administración a los 30 minutos o una hora.
El tratamiento de la intoxicación aguda requiere lavados gástricos con carbón activo (25-50 g) que absorbe los alcaloides. Si la ingestión de algún componente tropánico se realiza en las primeras horas post ingesta. No olvidar que el tránsito gastrointestinal está enlentecido. La dosis letal de atropina no se ha establecido. Parece existir una sensibilidad individual para cada paciente. Se han descrito dosis letales muy bajas (0,2 mg/kg) y pacientes que han sobrevivido a dosis muy elevadas (1 g).